# 三溫糖
三溫糖（日语：／ Sanontō */?），為日本的特產，是黃砂糖的一種，常用於日本料理，尤其是日式甜點。三溫糖是以製造白糖後的糖液所製，因此色澤偏黃，具有濃烈甜味。
三溫糖也是日本特有的砂糖，是將純蔗糖結晶後殘留的糖液，傳統做法會經過三次加熱及結晶處理，其名「三溫」便是從自於此；因為製作過程加熱的焦糖化，三溫糖的色澤為淺茶褐色。不過現在的三溫糖，多是由日本精煉糖廠在糖漿內加入合理使用的「焦糖色素」生產而成，以供應大量需求。
三溫糖的甜味較上白糖及台灣的砂糖更濃烈些，其獨特的焦香用來製作甜點能夠增加風味層次；此外也很常加入其他日式料理中，例如和風的燉煮、照燒及佃煮菜肴，或是調配醃料和醬汁等，顏色漂亮、口味也更有深度。若參考的食譜中使用了三溫糖，因為風味不同，並不建議使用台灣的其他糖品完全替換三溫糖。